# Daniel Santacruz

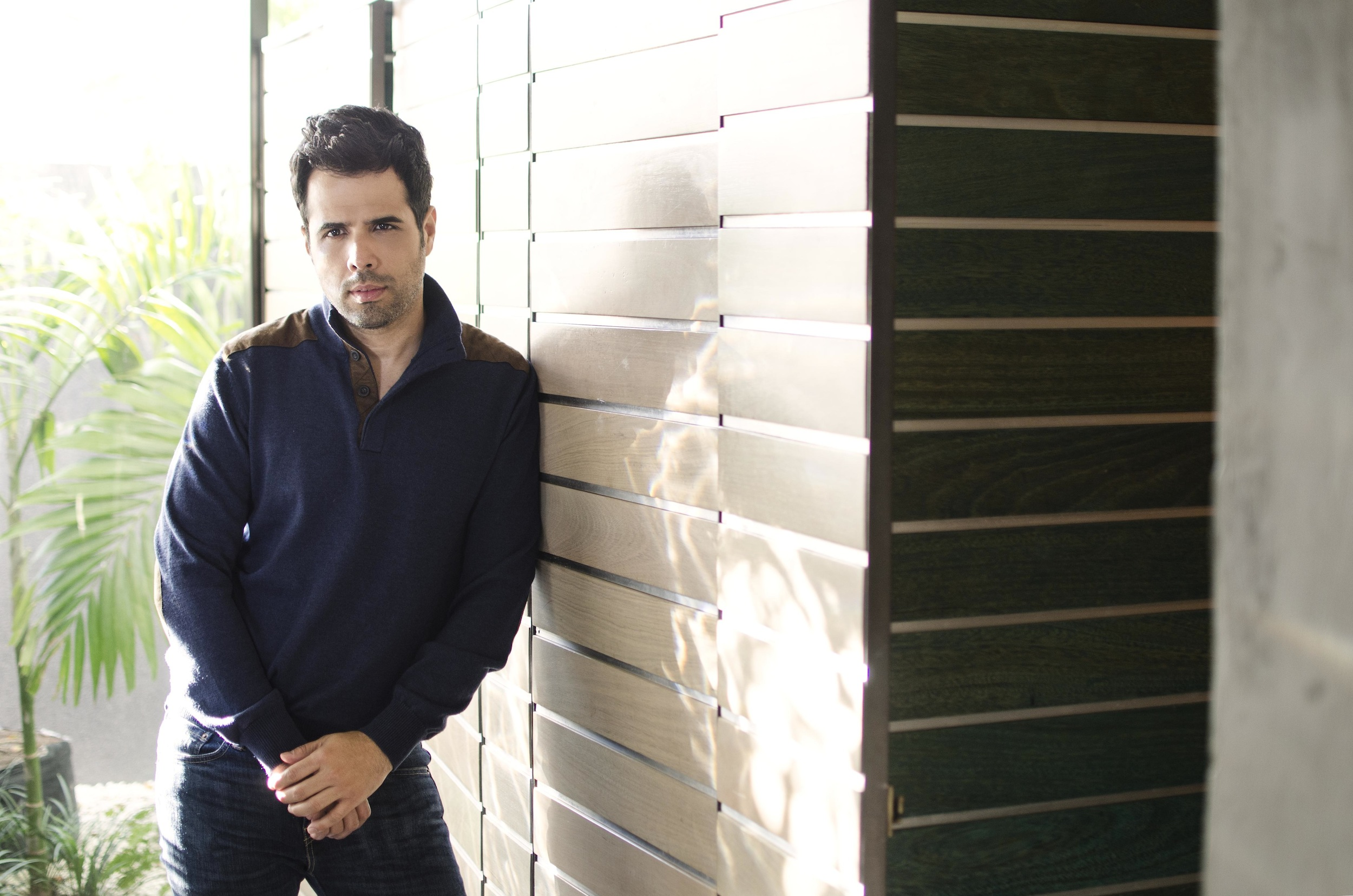
Daniel Santacruz, 2013

Daniel Santacruz (* 23. November 1976 in New Jersey) ist ein dominikanischer Sänger und Komponist.
Der Sohn eines kubanischen Vaters und einer dominikanischen Mutter, wurde in New Jersey geboren, wuchs aber in der Dominikanischen Republik auf. Er interessierte sich seit seiner frühen Jugend für Musik und war als autodidaktischer Komponist beeinflusst von Musikern wie Wilfrido Vargas, Juan Luis Guerra und Luis Miguel. 1997 schloss er sich der Gruppe Rikarena an.
Sein erstes Soloalbum Por un beso erschien 2003 und brachte ihm eine Nominierung für den Premio Lo nuestro als künstlerische Entdeckung des Jahres. Für den Song Perdidos, den er für das Duo Monchy y Alexandra komponiert hatte, erhielt er 2005 und 2006 Preise der ASCAP. Der Song wurde 2005 gleichfalls mit einem Billboard Award als bester tropischer Song ausgezeichnet und von  José Feliciano und Milly Quezada 2008 für das mit einem Grammy ausgezeichnete Album Señor Bachata aufgenommen.
Monchy y Alexandra nahmen 2006 auch seinen Song No es una novela auf, der vordere Plätze in den US-amerikanischen und lateinamerikanischen Hitparaden erreichte und neben einem weiteren Preis der ASCAP einen Premio Lo Nuestro erhielt. Die mexikanische Gruppe REIK machte Santacruz’ Komposition Me duele amarte zu einem der meistgehörten Hits in den USA und Lateinamerika in den Jahren 2006 und 2007. 2008 veröffentlichte Santacruz sein zweites Album Radio Rompecorazones mit dem in den USA, der Dominikanischen Republik und Europa überaus erfolgreichen Titel Adonde Va El Amor?. Mehrfach wurde Santacruz für einen Latin Grammy nominiert.
Außer für Monchy y Alexandra, Milly Quezada und José Feliciano komponierte Santacruz auch Titel für Musiker wie Frank Reyes, Wason Brazobón, Eddy Herrera,  Domenic Marte und Tito Rojas. 2014 erschien sein Studioalbum Lo Dice La Gente mit der Kizomba Lento, die auch in europäischen Ländern wie Portugal und der Schweiz populär wurde.

## Weblink
- Homepage von Daniel Santacruz